# Kaesim sa
Kaesim sa (개심사) – koreański klasztor, znajdujący się w Korei Północnej. Skarb Narodowy nr 120.

## Historia klasztoru
Klasztor został założony w 826 roku, w okresie królestwa Balhae. Znajduje się na w pasmie górskim Ch’ilbo-san w prowincji Hamgyŏng Północny.
W 1377 roku klasztor został odnowiony.
Klasztor był bardzo znanym miejscem przeprowadzania religijnych odosobnień.
Ponieważ nie uległ zniszczeniu w czasie Wojny koreańskiej przechowało się w nim wiele ważnych buddyjskich rzeźb, malowideł i pism.

## Budynki i obiekty
Klasztor składa się następujących budynków:
- Taeungjŏn (대웅전/大雄殿)
- Kwanŭmjŏn (관음전/觀音殿)
- Simgŏmtang (심검당/尋劍堂)
- Ŭmhyanggak (음향각/音響閣) – kaplica
- Sansingak (산신각/山神閣 – kaplica
- Manseru (만세루/萬歲樓) – pawilon

W klasztorze znajduje się także dzwon z 1764 roku i słynny 200-letni kasztanowiec.

## Adres klasztoru
- Kaesimsa, Pochon-ri, Myŏngch'ŏn-gun, Hamgnyŏngbuk-do, Korea Północna